# Kanton Naumburg
Der Kanton Naumburg war eine Verwaltungseinheit im Distrikt Kassel des Departements der Fulda im napoleonischen Königreich Westphalen. Hauptort des Kantons und Sitz des Friedensgerichts war die Stadt Naumburg im heutigen Landkreis Kassel. Der Kanton umfasste fünf Dörfer und eine Stadt, hatte 3.465 Einwohner und eine Fläche von 1,32 Quadratmeilen.
Zum Kanton gehörten die Kommunen:
- Naumburg
- Altendorf
- Altenstädt
- Balhorn
- Elben
- Elberberg